# Великий голод (1601—1603)

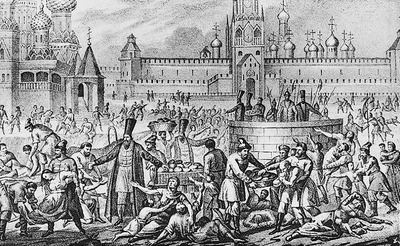
Великий голод в Москве 1601 года. Гравюра XIX века

Вели́кий го́лод — массовый голод, охвативший большую часть европейской территории Русского царства в смутное время при Борисе Годунове и продолжавшийся с 1601 по 1603 годы.

## Причины
В качестве причин называется несколько разнородных факторов. Начальным этапом голода был сильный неурожай 1601 года, который, по мнению метеорологов, стал результатом начавшегося извержения вулкана Уайнапутина в Испанском Перу (19 февраля 1600 года). Это привело к накоплению пепла в атмосфере Земли и вызвало малый ледниковый период, характеризовавшийся 10-недельными проливными дождями летом и ранними заморозками осенью (см. также Год без лета — 1816). С другой стороны, историки и экономисты указывают на то, что в XV—XVII веках практически все страны Европы пережили кризис позднего Средневековья, вызванный перенаселением, сочетавшимся со всё более очевидной неэффективностью феодального хозяйства.

## Ход событий

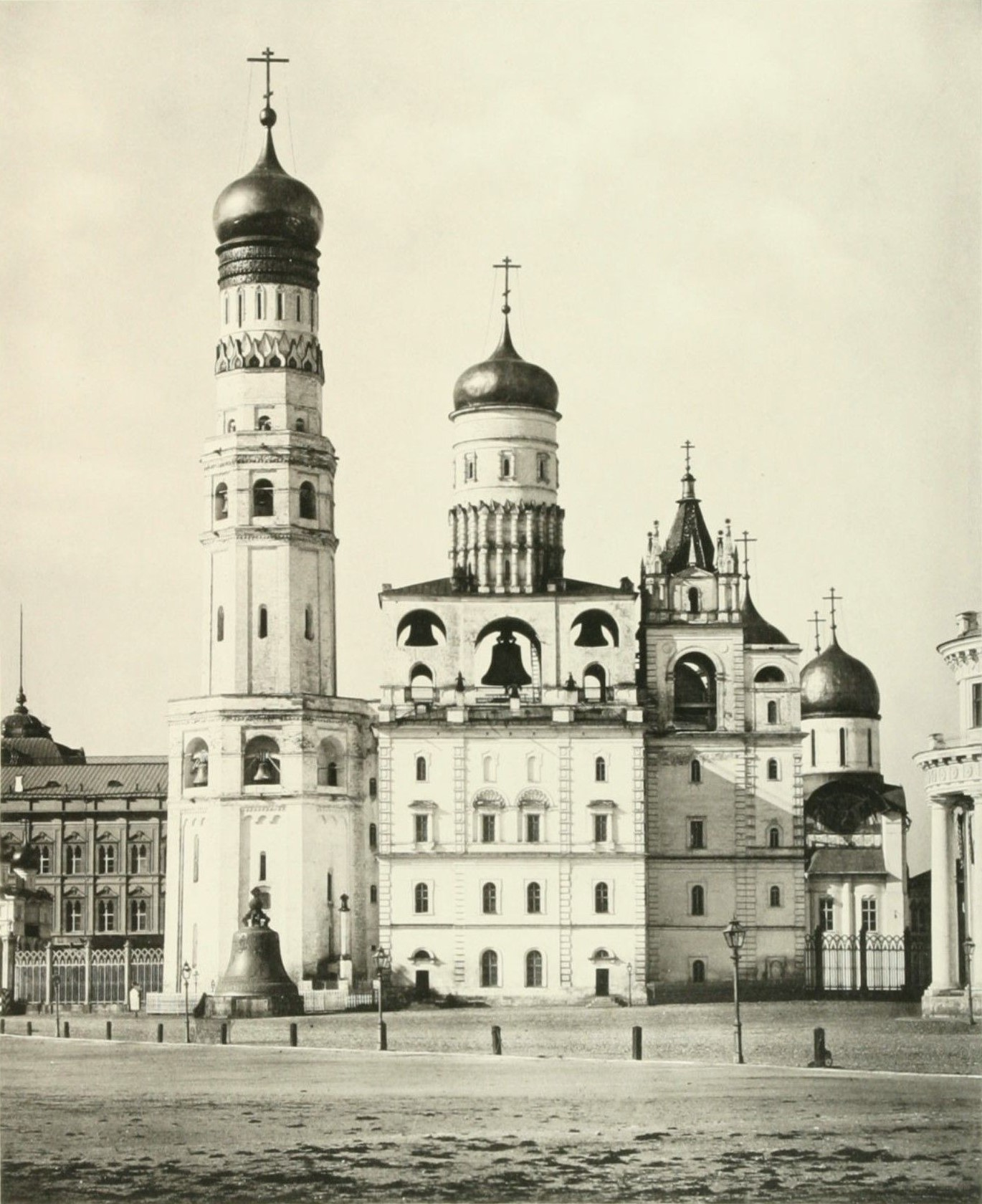
По летописным известиям, для предоставления бедствующему населению работы Годунов затеял масштабные строительные работы, включая возведение самого высокого здания в России.

Из-за голода и неурожаев многие помещики давали своим крестьянам вольную (а многие другие, выгоняя своих крестьян — чтоб их не кормить, — не давали им при этом вольную — чтобы, когда голод окончится, вернуть этих крестьян себе). Толпы холопов занимались разбоями и грабежами на дорогах. Многие устремились в Москву, где государь Борис Годунов щедро раздавал деньги из казны. Согласно свидетельству Авраамия Палицына, в одной только Москве, прямо или косвенно, от голода всего за 2 года погибло не менее 127 тысяч человек, начались болезни и эпидемия чумы. Наблюдались случаи людоедства, голодающие питались навозом.
Современники по-разному оценивали значение мер помощи голодающим. Исаак Масса считал, что раздача милостыни лишь усилила голод в Москве, ибо в столицу потянулся нуждающийся люд со всей округи. Сверх того, милостинные деньги попадали не в те руки: их разворовывали приказные и прочие. Совершенно иную оценку мерам Годунова дали русские летописцы. Один современник в таких выражениях описал положение дел в Москве: «А на Москве и в пределах ея ели конину, и псы, и кошки, и людей ели, но царскою милостынею ещё держахуся убогии…». Помощь голодающей бедноте в самом деле имела неоценимое значение.
Недоброжелатель Годунова голландец Исаак Масса утверждал:

«…запасов хлеба в стране было больше, чем могли бы его съесть все жители в четыре года… у знатных господ, а также во всех монастырях и у многих богатых людей амбары были полны хлеба, часть его уже погнила от долголетнего лежания, и они не хотели продавать его; и по воле божией царь был так ослеплён, невзирая на то, что он мог приказать всё, что хотел, он не повелел самым строжайшим образом, чтобы каждый продавал свой хлеб»

Сам патриарх, располагая большим запасом продовольствия, якобы объявил, что не хочет продавать зерно, за которое со временем можно выручить ещё больше денег. В литературе можно найти многократные ссылки на приведённые слова Массы. Однако их достоверность вызывает сомнения. Сочинённая Массой «патриаршая речь» проникнута торгашеским духом, характерным для голландского негоцианта, но не для патриарха Иова. Ближайший помощник Бориса не мог выступить как открытый сторонник хлебных спекуляций, когда власти принимали все меры для их обуздания.
Монастыри были крупнейшими держателями хлебных запасов. Накануне голода хлебные запасы Вологодского Спасо-Прилуцкого монастыря составляли 2834 четверти (в XVI в. 1 четверть ржи = 3½ пуда зерна ржи = 57,33 кг; = 4 пуда = 65,52 кг; в XVII в. = 6 пудов ржи (5 пудов муки)) ржи и овса. Год спустя они сократились до минимума — 942 четверти; монахи вынуждены были начать закупки зерна. Спекуляции хлебом монахов, богатых дворян и купцов были одной из причин, отягощавших бедствия населения, но всё же они не были главной причиной возникновения голода в России в начале XVII века. Суровый климат, скудость почв, феодальная система земледелия делали невозможным создание таких запасов зерна, которые могли бы обеспечить страну продовольствием в условиях трёхлетнего неурожая.
В России разгорелось восстание Хлопка, появились самозванцы, а династия Годуновых была низложена — вначале умер царь Борис Фёдорович (Борис Годунов), а затем был убит царь Фёдор Борисович Годунов с матерью, и на престол взошёл Лжедимитрий I.

## Последствия
Голод не только способствовал народным брожениям Смутного времени, но и имел далеко идущие последствия для демографического развития Русского царства, так как значительная часть населения устремилась в малонаселённые южные и восточные регионы страны — низовья Дона, Волги, Яика и в Сибирь.